# Давитурни
Давитурни (груз. დავითურნი) — село в Грузии, на территории Душетского муниципалитета края (мхаре) Мцхета-Мтианети.

## География
Село находится в северо-восточной части Грузии, на восточном склоне горного хребта Алеви, к западу от реки Арагви, на расстоянии приблизительно 28 километров (по прямой) к северо-северо-западу от города Душети, административного центра муниципалитета. Абсолютная высота — 1596 метров над уровнем моря.

## Население
По результатам официальной переписи населения 2014 года постоянное население в Давитурни отсутствовало.
| Год  | Население, человек |
| ---- | ------------------ |
| 2002 | 2                  |
| 2014 | ↘ 0                |